# Marie Tak van Poortvliet

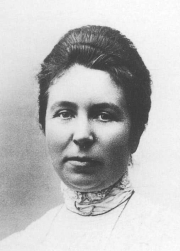
Marie Tak van Poortvliet

Joanna Maria (Marie) Tak van Poortvliet (geboren 15. Februar 1871 in 's-Gravenhage, Niederlande; gestorben 8. Juli 1936 in Dornach, Schweiz) war eine niederländische Kunstsammlerin und -mäzenin und Publizistin. Sie baute die erste holländische Sammlung moderner Kunst auf. Das Kunstmuseum in Domburg ist nach ihr benannt. Ihre Lebensgefährtin war die Malerin Jacoba van Heemskerck, deren Werk sie vor und nach deren Tod förderte. Tak war zudem eine Anhängerin der anthroposophischen Bewegung und propagierte und förderte deren Ideen, vor allem in den Niederlanden.

## Leben

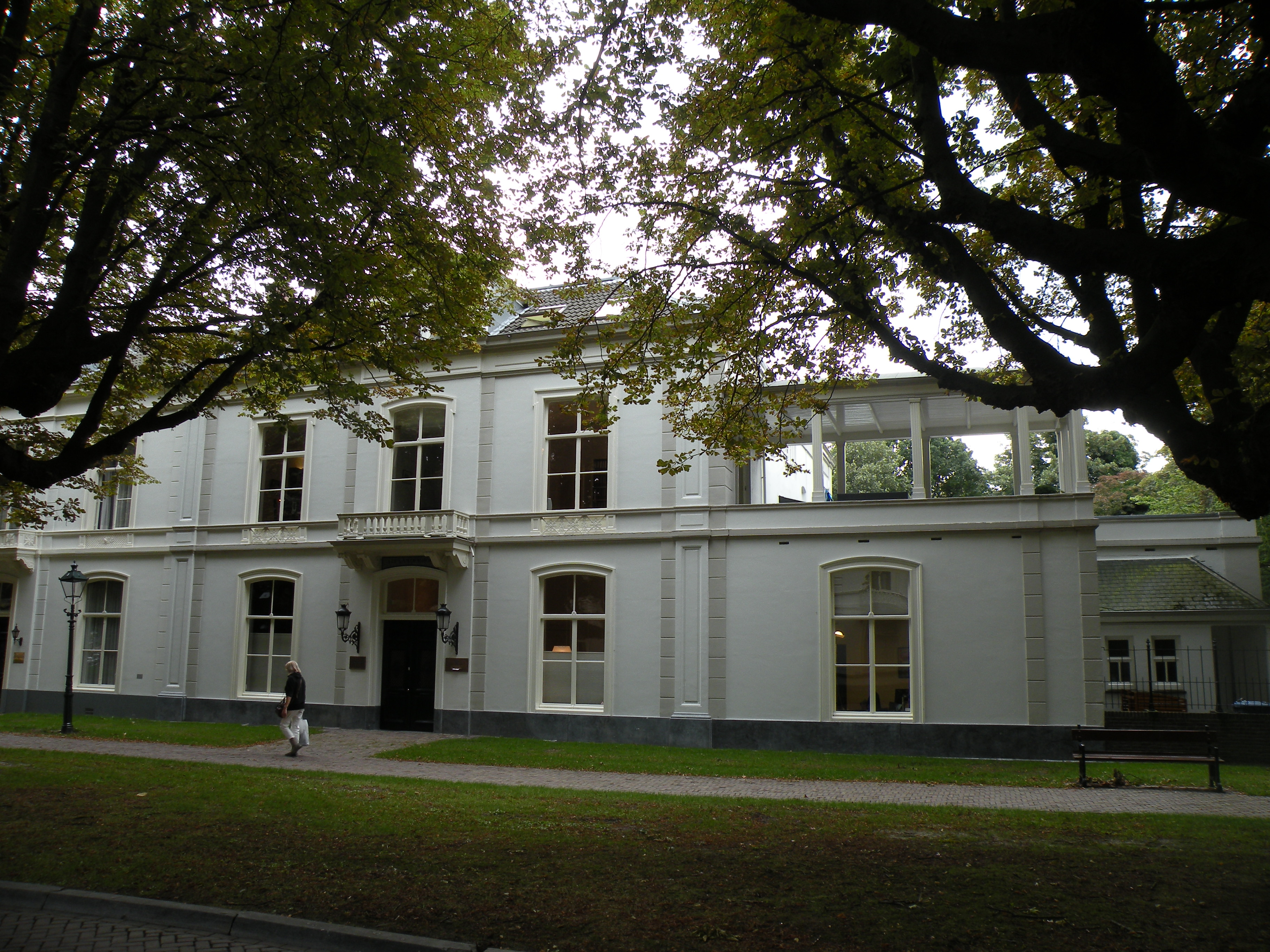
Sophialaan 9 in Den Haag im Jahr 2010

Marie Tak war das älteste von vier Kindern von Joannes Pieter Roetert Tak van Poortvliet und Christina Louisa Henrietta Geertruida van Oordt (1850–1897), die aus einer bekannten Rotterdamer Familie stammte. Johannes Tak war ein liberaler Politiker, der von 1870 bis zu seinem Tod im Jahr 1904 jeweils Abgeordneter der Zweiten Kammer oder Minister und Regierungsmitglied war. Die Familie lebte in Den Haag in der Sophialaan 9. Den Sommer verbrachte sie regelmäßig auf ihrem Landsitz De Griffioen auf der Halbinsel Walcheren. Tak ging nicht zur Schule, sondern erhielt Privatunterricht. 1897 starb ihre Mutter. Von da an führte Tak als älteste Tochter das Haus und unterstützte ihren Vater, der trotz schlechter körperlicher Verfassung weiterhin politisch tätig war. Sein Rückenmark war angegriffen und er konnte nicht mehr verständlich sprechen. Im September 1898 verbrachten sie deshalb einen Kurzurlaub im damals schon bekannten Seebad Domburg auf Walcheren. Wie andere hochrangige Persönlichkeiten konsultierten sie dort den bekannten Arzt Johann Georg Metzger. Trotz weiterer Badaufenthalte verschlechterte sich der Zustand des Vaters weiter. Nach seinem Tod im Jahr 1904 erbte Tak, nun 33 Jahre alt, ein großes Vermögen. Das Haus in der Sophialaan 9 wurde 1905 verkauft und Marie Tak zog mit ihrer Schwester Be, deren Gesundheit ebenfalls angegriffen war, in den Wassenaarseweg 33. Die beiden anderen Geschwister, Truus und Adriaan, waren zu dieser Zeit bereits verheiratet und hatten das Haus verlassen.
Die Malerin Jacoba van Heemskerck war mit den beiden jüngeren Schwestern Taks Anfang der 1890er Jahre gemeinsam zur Schule gegangen. Obwohl sie sich also schon länger kannten, intensivierte sich ihre Beziehung erst 1905, als Heemskerck von einem längeren Studienaufenthalt aus Paris zurückkehrte. Heemskerck zog mit ihrer jüngeren Schwester Lucie in ein Haus in Nassau Zuilensteinstraat 35, das nicht weit von Taks Wohnung entfernt war. Tak war von der Pflege von Vater und Schwester erschöpft und verbrachte 1905 den Sommer zur Erholung in Domburg. Dort kaufte sie ein Grundstück neben dem Badhotel mit Blick auf die Dünen und beauftragte den Haager Architekten J. J. van Nieukerken (1854–1913) mit einem Entwurf für ein Landhaus. Der schlechte Gesundheitszustand ihrer Freundin Heemskerck soll sie zum Bau motiviert haben, der 1907 begonnen und 1908 abgeschlossen wurde. Das Haus nannte sie Villa Loverendale. Ab 1906 verbrachten Tak und Heemskerck regelmäßig den Sommer gemeinsam in Domburg. Vor der Fertigstellung der Villa stiegen sie dabei im dortigen Badhotel ab. In Loverendale beherbergten sie im Laufe der Jahre neben Verwandten viele Malerinnen und Maler sowie Kunsthändler, darunter Piet Mondrian, Lodewijk Schelfhout, Wilhelm Uhde sowie Herwarth und Nell Walden. Im Garten der Villa richtete Tak 1911/12 ein Atelier für ihre Freundin ein, für die sie allgemein als ihre Mäzenin agierte.

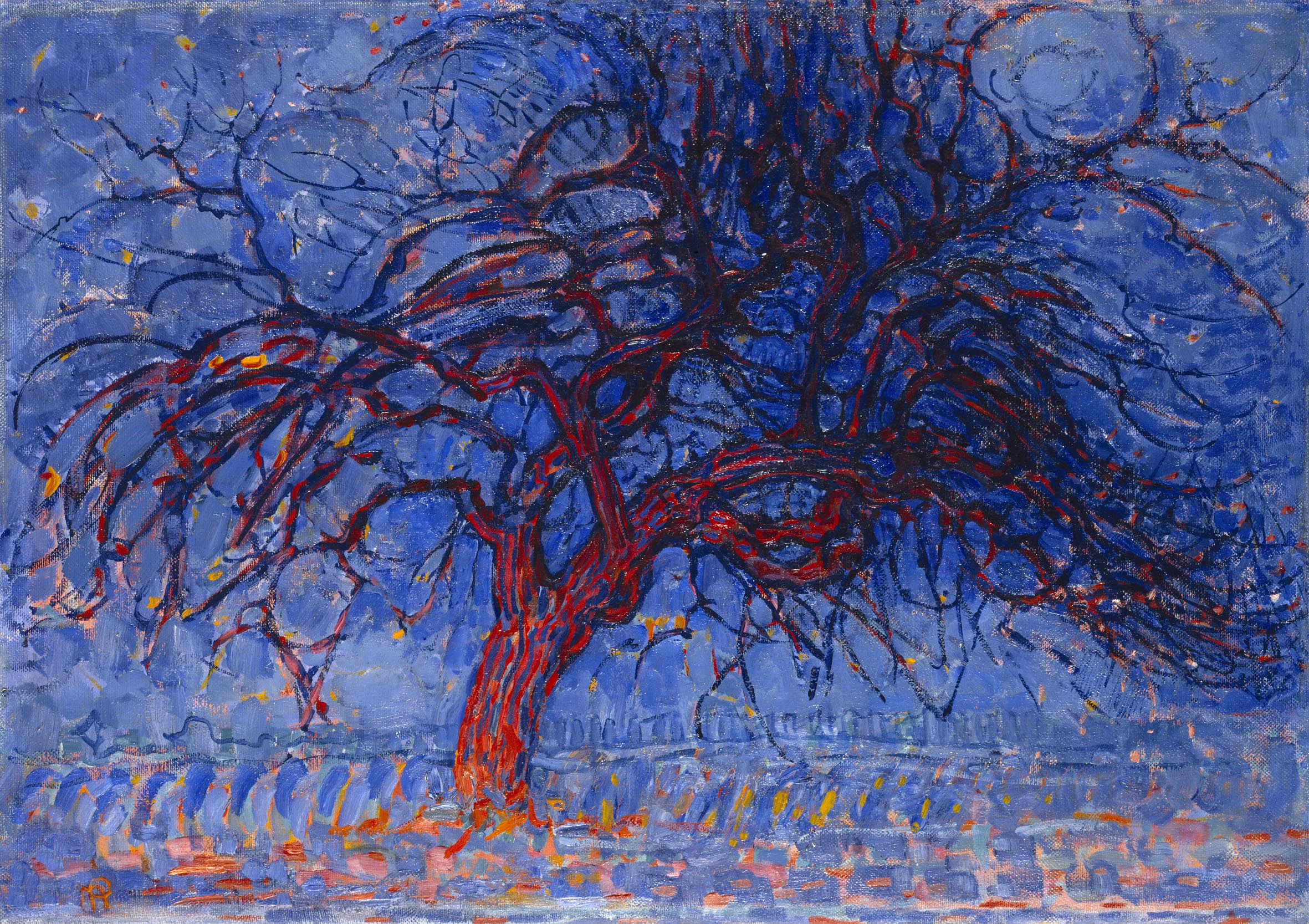
Der rote Baum (1908–1910) von Piet Mondrian

1908 besuchte Mondrian die Freundinnen zum ersten Mal in der Villa Loverendale. Dort skizzierte er einen urwüchsigen Apfelbaum, der im Garten der Villa stand. Dies waren Vorstudien für sein späteres berühmtes Bild Roter Baum (1908/10) im luministischen Stil, in dem sich sein Interesse für Goethes Farbenlehre widerspiegelte. 1910 kaufte Tak das Bild. Es war der Start ihrer Kunstsammlung moderner Kunst, die sie in den folgenden Jahren immer weiter ausbaute.
Der Anthroposoph Rudolf Steiner machte 1908 eine Vortragsreise in den Niederlanden. Tak, Heemskerck und Mondrian besuchten seinen Vortrag in Amsterdam. Mondrian trat 1909, Heemskerck 1910 in die Theosophische Gesellschaft ein. Tak folgte ihnen im Oktober 1912. 1911 traten Tak und Heemskerck gemeinsam der gemischten Freimaurerloge Rakoczy in Den Haag bei und wurden dort in die „transzendale Kraft von Symbolen“ eingeweiht. Später wurden sie auch Mitglied der Loge Nr. 43, Christian Rosenkreuz, auch Blaue Symbolische Loge genannt, die in Hilversum ansässig war. Tak übersetzte mehrere Schriften Rudolf Steiners ins Niederländische. Durch den Freund und Arzt Willem Zeylmans van Emmichoven (1893–1961), dessen Studium sie finanziell unterstützte und der mit Hilfe von ihr und von Steiner 1923 die Anthroposophische Gesellschaft in den Niederlanden gründete, freundete sie sich auch mit Steiner an.
1913 wurde Heemskerck von Herwarth Walden zum Ersten Deutschen Herbstsalon nach Berlin eingeladen. Daraufhin entwickelten sie und Tak eine enge Beziehung zu Herwarth und Nell Walden, der für Heemskerck zahlreiche Ausstellungen in Deutschland organisierte. Nach Ausbruch des Ersten Weltkriegs ließen Heemskerck und Tak sich in die Aktivitäten des sogenannten Nachrichtenbüro des Sturm hineinziehen, nach Hubert van den Bergs Einschätzung durchaus aktiv und wissentlich, aber vermutlich ohne die finanzielle Dimension und Größenordnung dieses geheimdienstlichen Geschäfts zu erkennen. Tak war publizistisch tätig und förderte auf diesem Weg die moderne Kunst. Ihre Veröffentlichungen konzentrierten sich auf drei Bereiche, die sie als miteinander verbunden ansah: moderne Malerei, Musik und Anthroposophie. Sie rezensierte Sturm-Ausstellungen, die sie gemeinsam mit Heemskerck in Berlin und anderen Orten besuchte. Sie wurde als die „aktivste Propagandistin der Sturm-Bewegung in Holland“ beschrieben. Als Musikkritikerin diskutierte sie in etwa zwanzig Artikeln in De Toekomst Aufführungen deutscher Opern in Den Haag und des Wagner-Vereins in Amsterdam.
Nach dem Ersten Weltkrieg kühlte sich das Verhältnis zu den Waldens ab. Stattdessen schlossen sich Tak und Heemskerck noch stärker Steiners Bewegung an. Sie traten dem Comité voor Nederland bei, das Steiners „Aufruf an das deutsche Volk und die Kulturwelt“ von 1919 propagierte. Tak initiierte die erste holländische Klinik für anthroposophische Medizin und gründete eine Zeitschrift (Drieleedige Indeling van het Sociale Organisme), die sich dem Konzept der sozialen Dreigliederung nach Steiner widmete. 1926 gründete Tak mit anderen in Domburg die noch heute bestehende NV Cultuur Mij Loverendale, die Landwirtschaft und Viehhaltung nach den Richtlinien Steiners auf biodynamische Weise betreibt. Direktor wurde Ehrenfried Pfeiffer (1899–1961), der Direktor des Biologisch-Chemischen Laboratoriums am Goetheanum in Dornach war. Er fungierte nach Marie Taks Tod als ihr Testamentsvollstrecker.
Nach dem frühen Tod Heemskerck im Jahr 1923 mit 47 Jahren verfasste Tak auf Englisch einen Nachruf, der in dem Heemskerck gewidmeten Sturmbilderbuch VII erschien und eine wichtige Quelle zu Heemskerck künstlerischer Entwicklung darstellt. In den folgenden Jahren bemühte sie sich um das künstlerische Erbe ihrer verstorbenen Freundin. So kaufte sie Bilder von ihr auf und organisierte mehrere Ausstellungen mit ihren Arbeiten.
Tak starb 1936 in Dornach, dem Wohnort Steiners.

## Kunstsammlung
1918 ließ Marie Tak Herwarth Walden einen Katalog ihrer Sammlung drucken, für den Heemskerck einen Holzschnitt beisteuerte. Von diesem Katalog hat sich kein Exemplar erhalten. Um 1920 umfasste Taks Kunstsammlung um die 150 Werke. Viele Meisterwerke, die heute in niederländischen Museen zu sehen sind, stammen direkt aus ihrer Sammlung: neben vielen Werken von Heemskerck z. B. Mondrians Roter Baum und Composition N. XIII, Emil Fillas Stillleben (1913), Kandinskys Blick auf Moskau und Lyrisches, Fernand Légers Komposition (1912), Feiningers Dorfansicht, Marcs Das Schaf und Georg Schrimpfs Die Anbetung. Ihre Sammlung wurde 1921 international bekannt, als Friedrich Markus Huebner sie in seinem Buch Holland in der Reihe Moderne Kunst in den Privatsammlungen Europas, das er ihr widmete („Der Sammlerin Marie Tak van Poortvliet zugeeignet“), beschrieb. Huebner schrieb über ihre Sammlung:

„Die Sammlung enthält nur sogenannte vorstellungslose Gemälde oder Werke, die der reinen abstrakten Kunst wesensverwandt sind. An Fortschrittlichkeit nimmt sie damit unter den holländischen Privatsammlungen den ersten Platz ein. [...] Die Sammlung [...] zeigt [...], wie wohltuend solche mathematisch dinglosen Bildtafeln sich der Stimmung von Ruhe und Sicherheit im Hause einfügen, wie die verdichtete, seelische Anspannung, die sich in ihen verkörpert, dauernd als Ansporn weiterwirkt, die Lebensempfindung klärt, einen hellen, gehobenen Mut erzeugt, und welches Gleichgewicht diese Werke der Mauerwand, die sie schmücken, welchen Eindruck der Geschlossenheit sie den vier Seiten eines ganzen Zimmerraums mitzuteilen vermögen!“

Für Hübner fesselten von den Werken in der Sammlung insbesondere jene von Mondrian und Heemskerck.
Tak verkaufte in den 1930er Jahren einige Stücke ihrer Sammlung an niederländische Museen. Nach ihrem Tod vermachte sie große Teile davon dem Kunstmuseum Den Haag, dem Museum Boijmans Van Beuningen und dem Stedelijk Museum in Amsterdam. Vor dem Zweiten Weltkrieg galt die Sammlung Tak van Poortvliet international als eine der besten Sammlungen expressionistischer Kunst. Nach dem Krieg dauerte es bis weit in die 1990er Jahre hinein, bis die gebührende Wertschätzung wieder erreicht wurde.

Werke der Kunstsammlung Tak van Poortvliets (Auswahl)
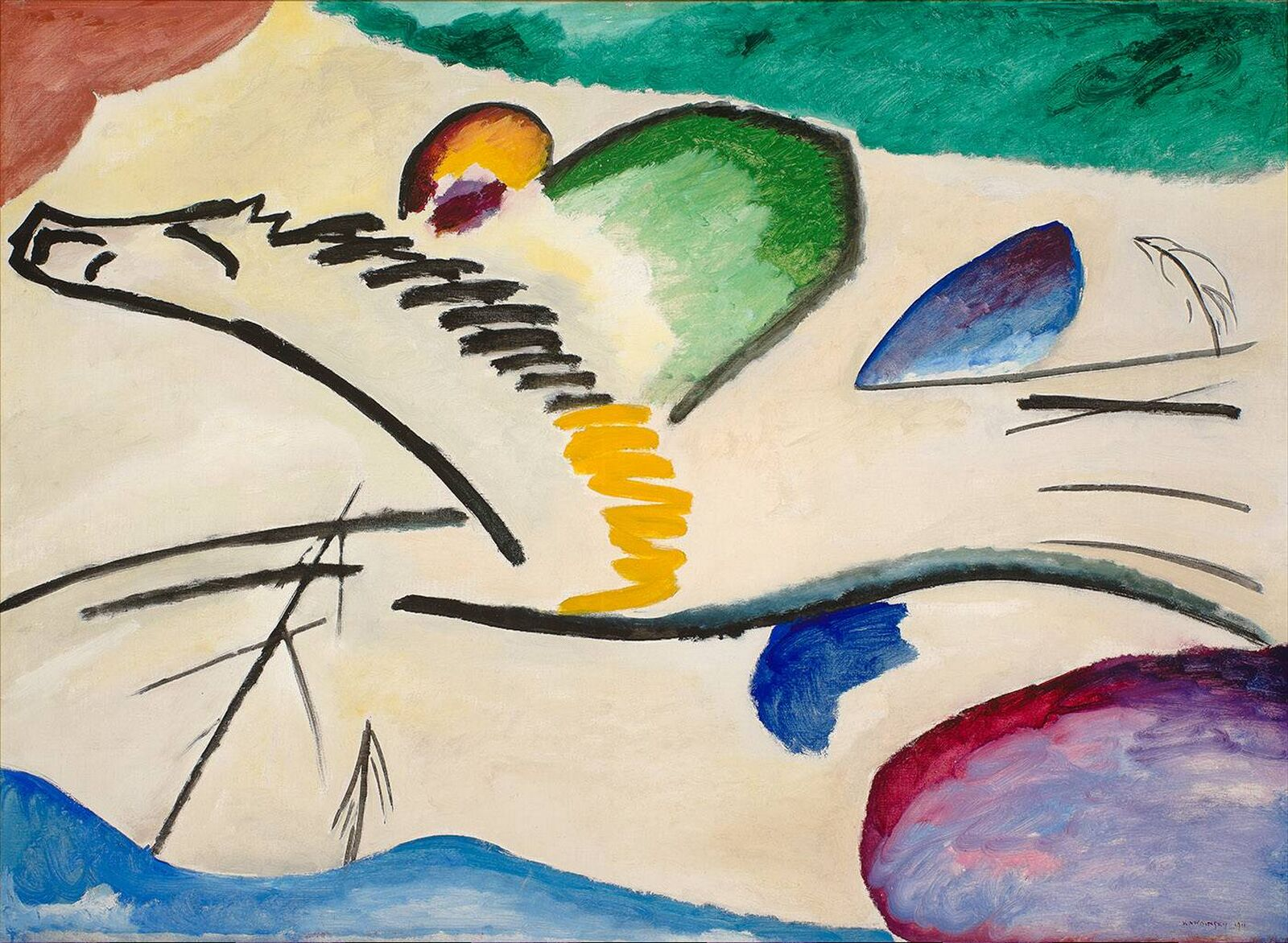
Lyrisches (1911) von Wassily Kandinsky
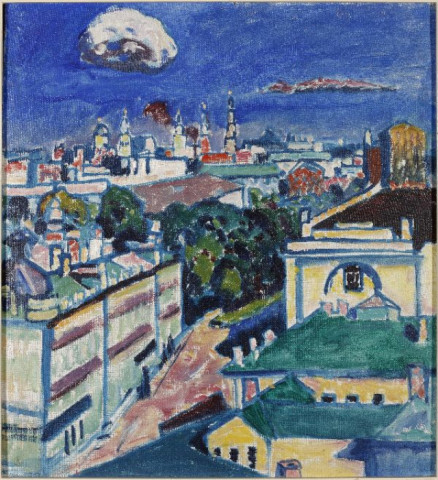
Blick auf Moskau (1916) von Wassily Kandinsky
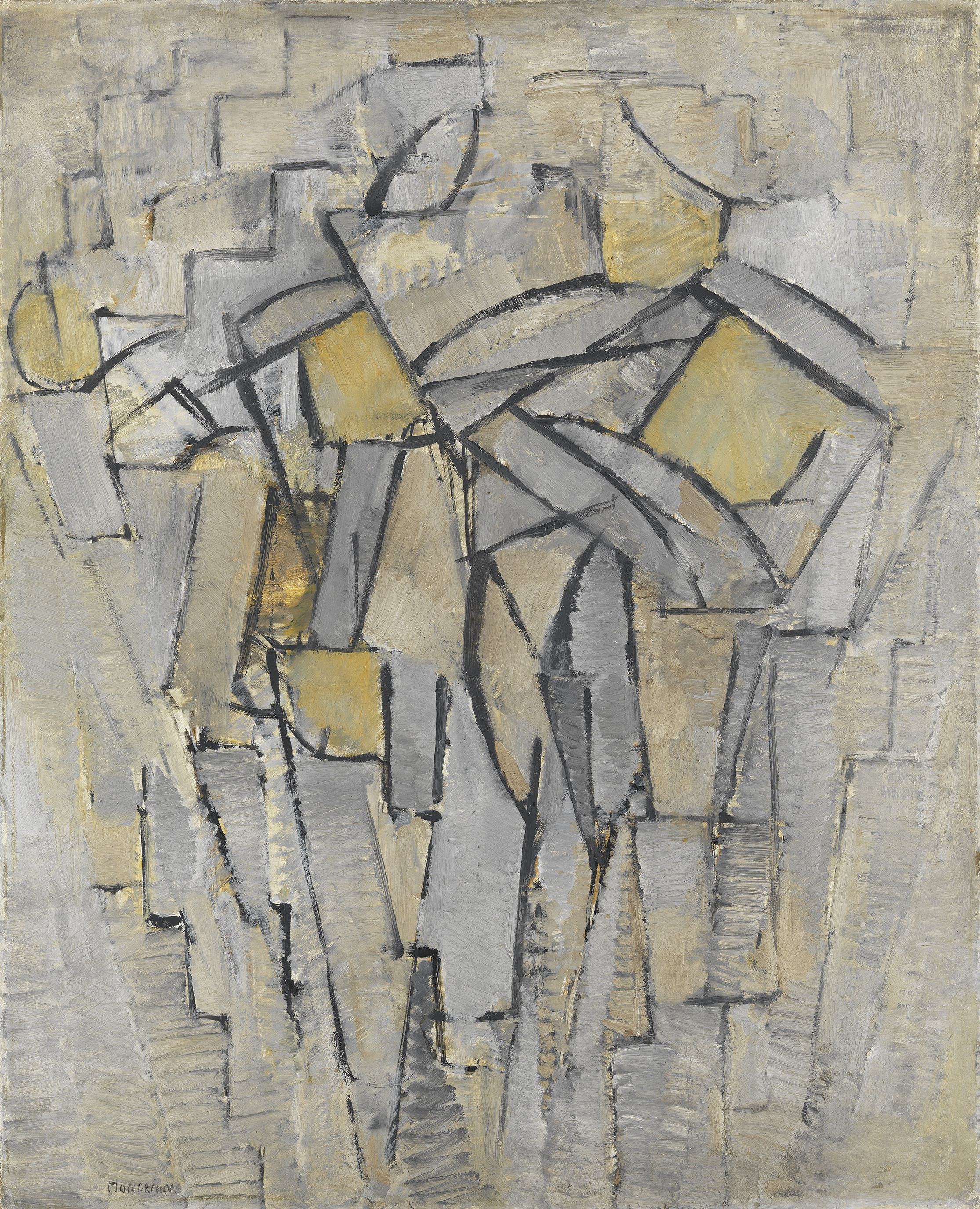
Composition N. XIII (1913) von Piet Mondrian
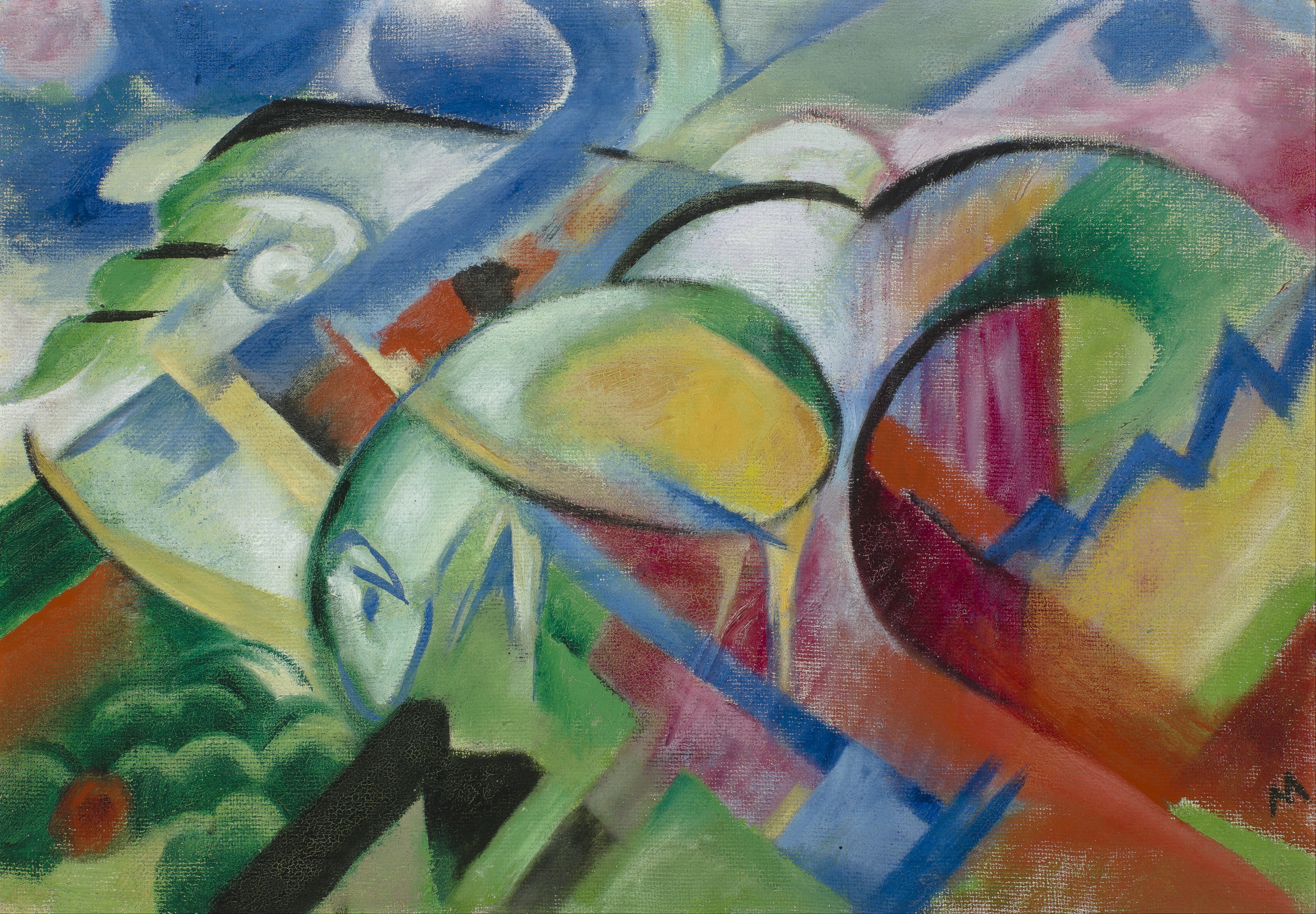
Das Schaf (1913/14) von Franz Marc
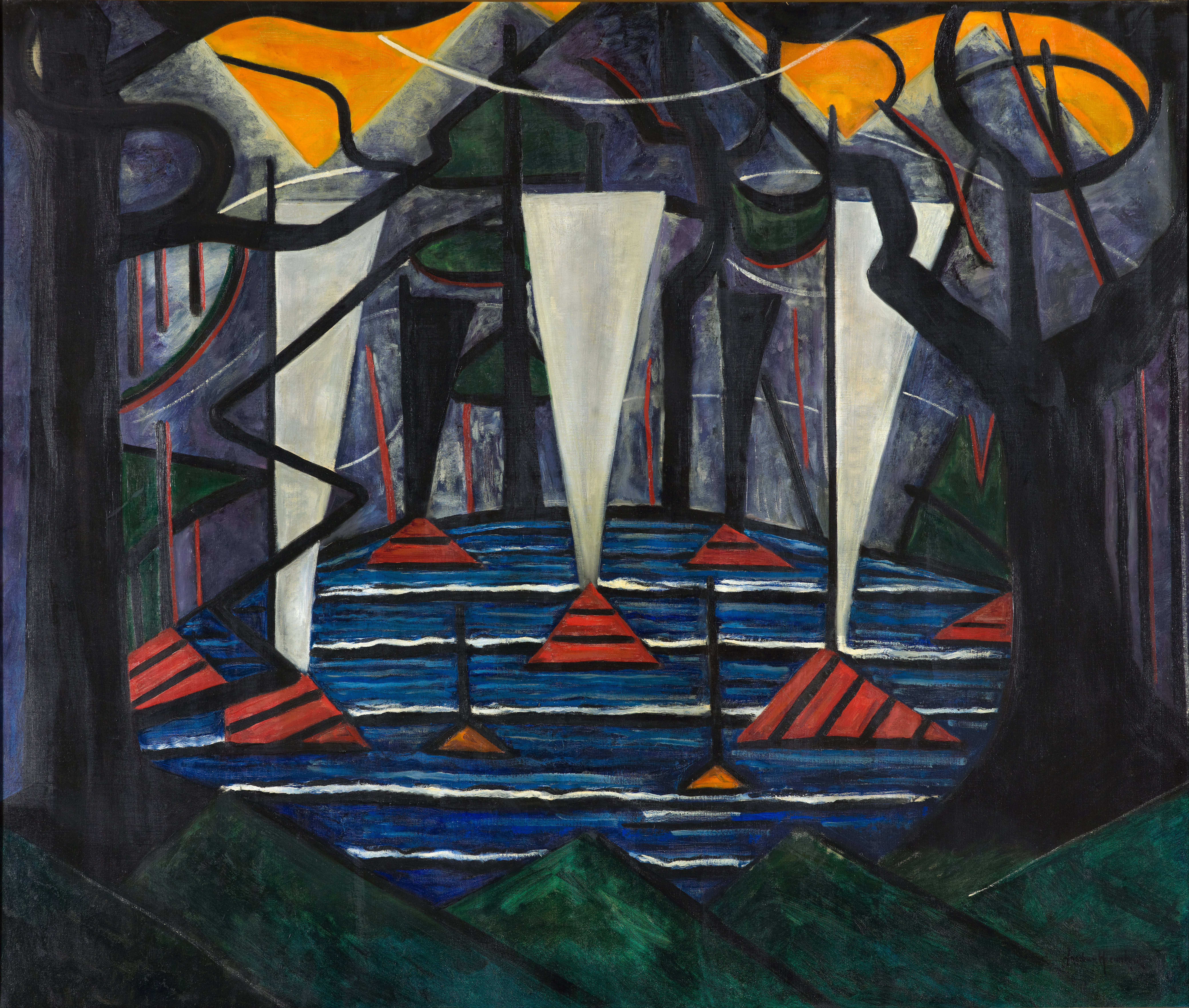
Bild Nr. 23 (1915) von Jacoba van Heemskerck
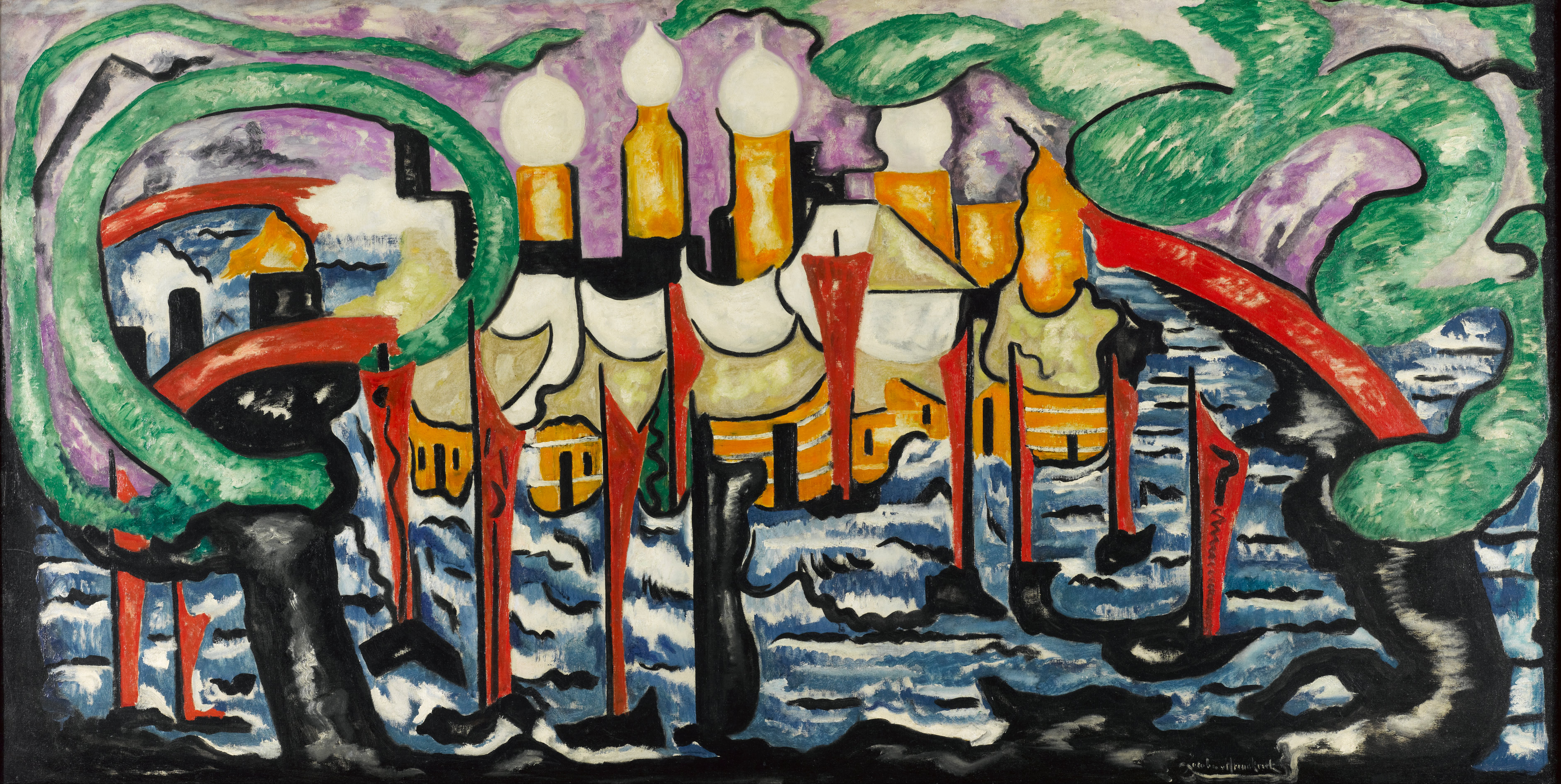
Bild Nr. 62 (1917) von Jacoba van Heemskerck
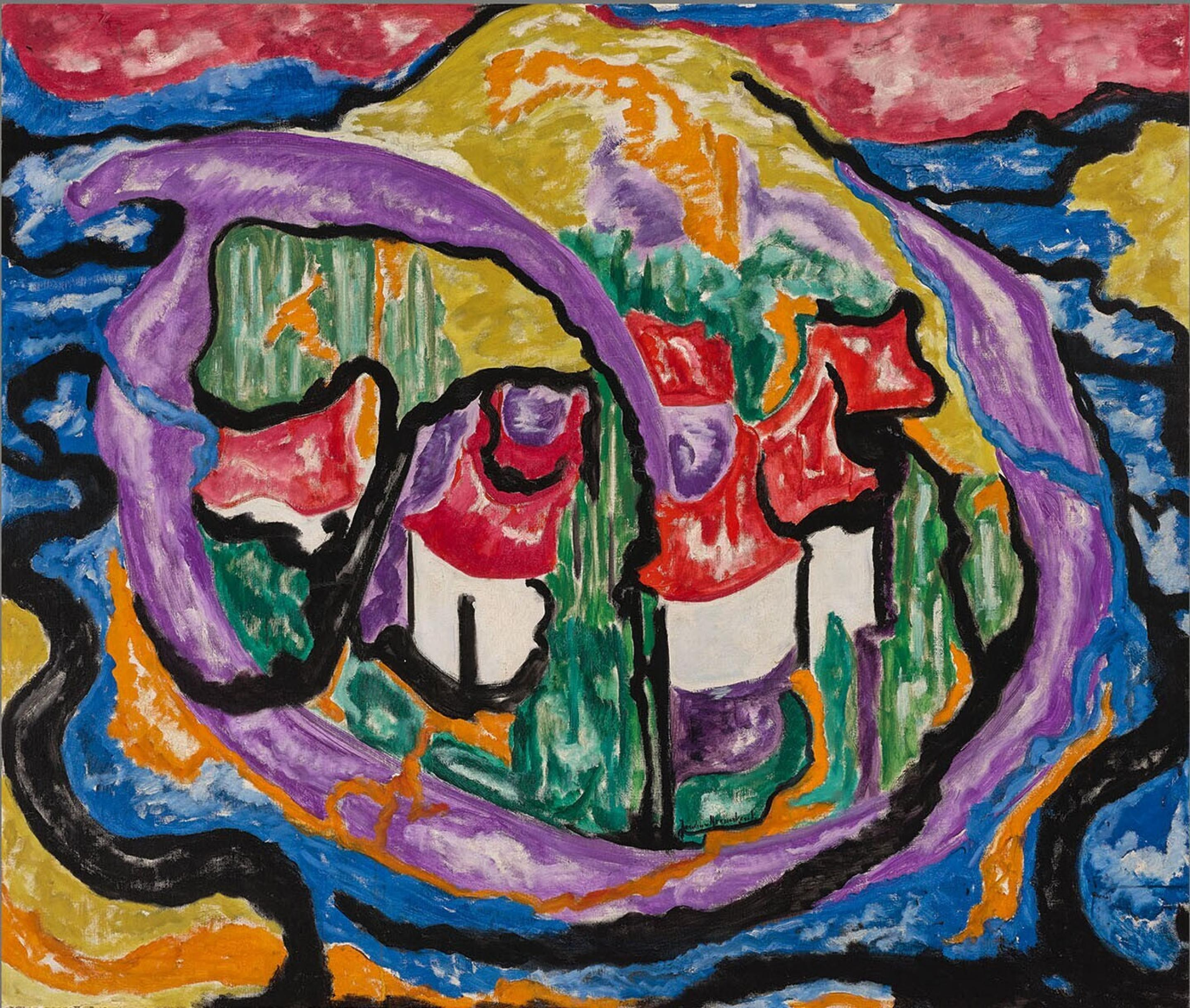
Bild Nr. 66 (1917) von Jacoba van Heemskerck
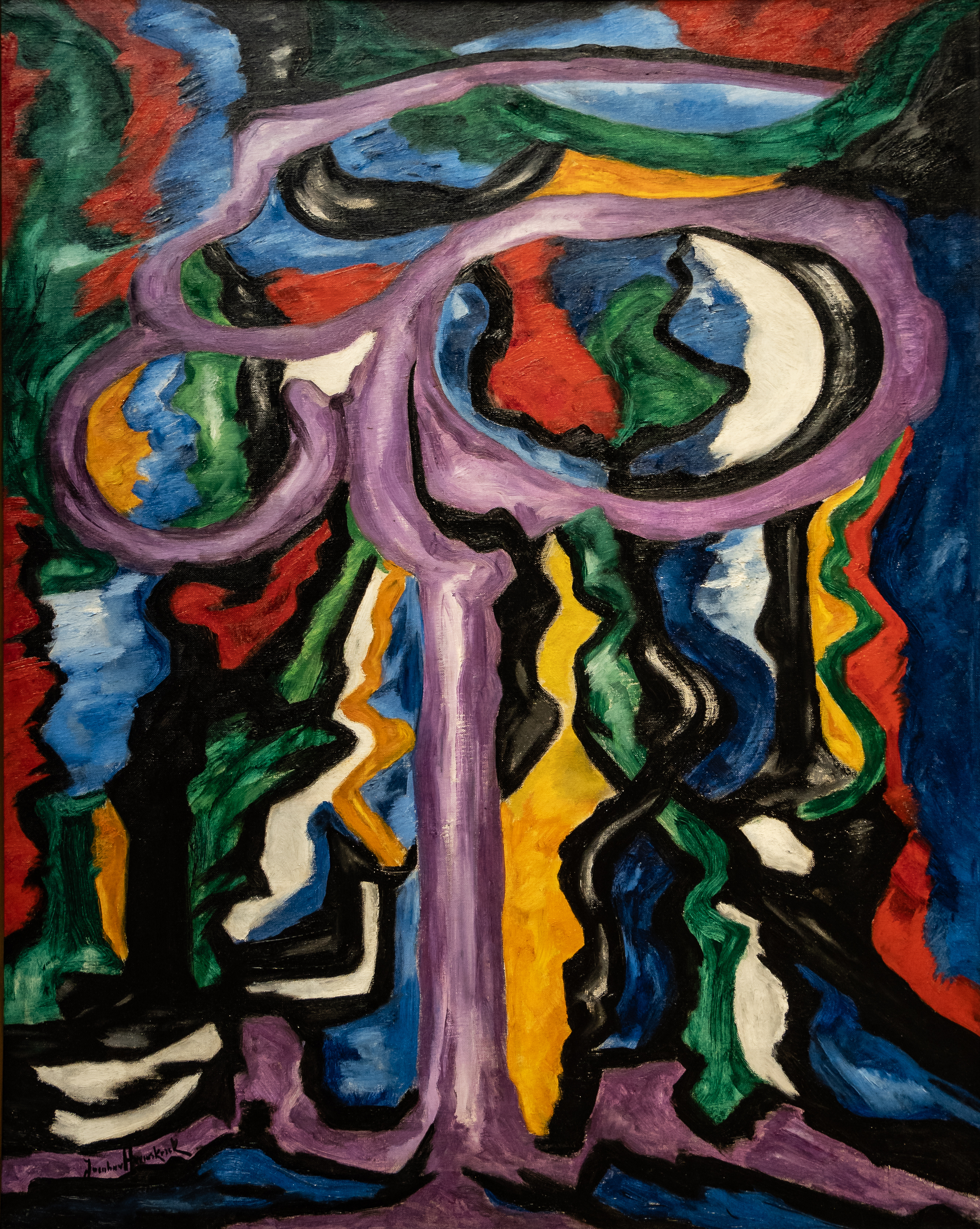
Bild Nr. 107 (1920) von Jacoba van Heemskerck

## Ehrungen

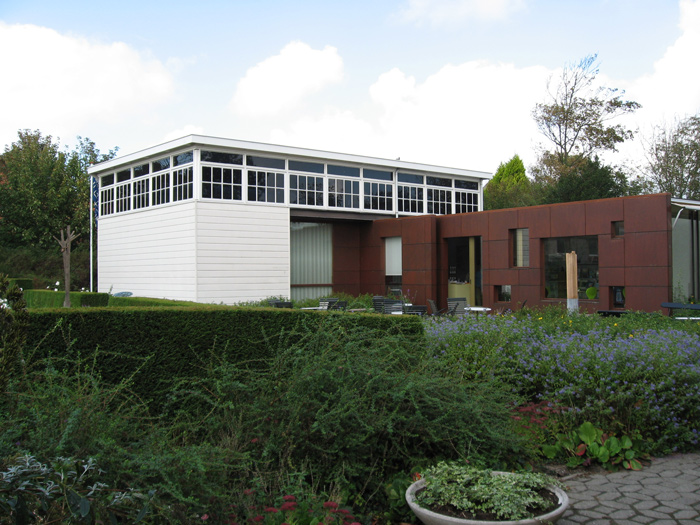
Marie Tak van Poortvliet-Museum in Domburg 2007

Das 1994 eröffnete Marie Tak van Poortvliet Museum für bildende Kunst in Domburg ist nach ihr benannt.

## Veröffentlichungen
- Marie Tak van Poortvliet: Jacoba van Heemskerck. In: Sturm-Bilderbuch VII. Der Sturm, Berlin 1924.

### Veröffentlichungen über Rudolf Steiner
- Het menschelijk leven beschouwd vanuit het oogpunt der geesteswetenschap (anthroposophie). Utrecht, 1916.
- De taak der geesteswetenschap en haar gebouw te Dornach. Voordracht met voor- en narede. Utrecht, 1916.
- De kern van het sociale vraagstuk in de levensvoorwaarden voor het heden en de toekomst. Utrecht, 1919.